# 메모리얼 파크 역
메모리얼 파크 역 (Memorial Park Station)은 로스앤젤레스 군 광역철도의 금선역 중 하나이다. 패서디나에 있는 홀리 스트리트(Holly Street)와 아로요 파크웨이(Arroyo Parkway)에 위치해 있다.
이 역은 올드 타운 패서디나(Old Town Pasadena)의 북쪽 가장자리에 위치하고 있으며, 홀리 스트리트 빌리지 아파트(Holly Street Village Apartments) 밑에 위치되어 있어, 유일한 반지하역이다. 1994년 이 도시의 경전철 개통을 앞두고 건설되었다. 이 역에는 예술가 John Valadez가 만든 "The First Artists in Southern California: A Short Story"라는 역 아트가 있다.
이 역은 콜로라도 대로(Colorado Boulevard)의 로즈 퍼레이드(Rose Parade) 루트 근처의 골드 라인 역 중 하나이며, 퍼레이드를 보러 오거나 로즈 볼 경기장에서 로즈 볼 게임 및 UCLA 미식축구 경기를 보러 가는 셔틀을 타러 오는 사람들이 많이 이용한다.

## 역 정보

### 역 구조
| 승강장 | 상대식 승강장, 오른쪽 출입문이 열림 | 상대식 승강장, 오른쪽 출입문이 열림               |
| 승강장 | 금선                                | ← 델마르 역 Del Mar ← 애틀랜틱행 (종착점행)       |
| 승강장 | 금선                                | → 레이크 역 Lake → APU/시트러스 칼리지행 (기점행) |
| 승강장 | 상대식 승강장, 오른쪽 출입문이 열림 |                                                   |

### 열차 운행 정보
이 역에서는 일반 시간에 지하철 운행이 오전 5시부터 시작하여 오전 12시 15분까지 운행한다.

## 연결 가능한 대중교통
| 메트로 Metro Bus          | 일반 메트로버스: 180, 181, 256, 260, 267, 686 급행 메트로버스: 501 Metro Rapid: 762, 780 |
| LADOT                     | 일반: 549 DASH: -                                                                        |
| 푸트힐 Foothill Transit   | 187, 690                                                                                 |
| 패서디나 Pasadena Transit | 10, 20, 40, 51, 52                                                                       |
| 기타:                     | -                                                                                        |

## 인근 역세권
- Armory Center for the Arts
- 아트 센터 칼리지 오브 디자인 (Art Center College of Design)
- 브룩사이드 골프장 (Brookside Golf Course)
- Fuller Theological Seminary
- 갬블 하우스 (패서디나) (Gamble House)
- 키드스페이스 칠드런스 뮤지엄 (Kidspace Children's Museum)
- Memorial Park & Levitt Pavilion
- 노턴 사이먼 박물관(Norton Simon Museum)
- Old Pasadena Shopping and Dining District
- USC 퍼시픽 아시아 박물관(Pacific Asia Museum)
- 패서디나 시청(Pasadena City Hall)
- 패서디나 시민 센터(Pasadena Civic Center)
- 패서디나 뮤지엄 오브 캘리포니아 아트(Pasadena Museum of California Art)
- Paseo Colorado Shopping Center
- 로즈 볼(Rose Bowl)
- 로즈 볼 아쿠아틱스 센터(Rose Bowl Aquatics Center)